# Manoir de Montfreule
Le manoir de Montfreule est un édifice situé à Méry-Corbon, en France.

## Localisation
Le monument est situé dans le département français du Calvados, à Méry-Corbon, dont la fusion avec Bissières a créé le 1er janvier 2017 la commune nouvelle de Méry-Bissières-en-Auge. 

## Historique
L'édifice est daté du XVIe siècle et de la première moitié du XVIIe siècle. 
Il est construit pour un seigneur Bonenfant.
Les façades et les toitures sont inscrites au titre des Monuments historiques depuis le 3 août 1976.